# Olga Satie
Pour les articles homonymes, voir Satie.
 (novembre 2024).
Si vous disposez d'ouvrages ou d'articles de référence ou si vous connaissez des sites web de qualité traitant du thème abordé ici, merci de compléter l'article en donnant les références utiles à sa vérifiabilité et en les liant à la section « Notes et références ».
Olga Satie
Olga Satie (née le 17 juillet 1868 à Honfleur et décédée le 1er juin 1948 à Buenos Aires) était une pianiste française, sœur du compositeur et pianiste Erik Satie.

## Biographie

### Jeunesse
Olga Satie est née dans une famille d'origine normande, à Honfleur, comme ses frères et sœurs : Erik (né le 17 mai 1866), Conrad (né en 1869), Diane (née en 1870).
En 1871, la famille connaît des bouleversements majeurs avec la mort de leur mère et de leur sœur Diane. En conséquence, les enfants sont séparés : Erik et Conrad sont confiés à leurs grands-parents maternels à Honfleur, tandis qu'Olga est envoyée au Havre chez leur oncle maternel, Nicolas Fortin. Les relations entre Olga et Erik étaient souvent conflictuelles, tandis qu'Erik et Conrad entretenaient des liens plus étroits, selon les souvenirs de ce dernier.
En 1872, la famille Satie déménage à Paris, où les enfants poursuivent leur vie dans des contextes différents.

### Mariage et difficultés personnelles
Le 8 avril 1891, Olga épouse le docteur Pierre-Joseph Lafosse. Cependant, ce dernier décède quelques mois plus tard, le 18 novembre 1891, d’une maladie mystérieuse, laissant Olga veuve à l’âge de 23 ans et enceinte de leur enfant, né en février 1892.
Peu après, Olga est placée sous la tutelle d’un beau-frère pharmacien, M. Le Cannu. En 1902, un conseil de famille la prive de ses droits maternels pour des raisons non documentées. Ces événements marquent un tournant décisif dans sa vie, aggravant sa situation financière et émotionnelle.

### Exil en Argentine
Face à ces difficultés, Olga décide de quitter la France. Après un séjour à Paris, elle embarque pour l'Argentine entre 1900 et 1913 (la date exacte reste incertaine), accompagnée d'une amie. Ce départ semble avoir rompu ses liens avec sa famille, car il est rapporté qu’elle serait partie « sans laisser d’adresse ».
Installée à Buenos Aires, Olga poursuit une carrière musicale. Pianiste de talent, elle fonde « l’École Satie » et devient directrice d’un conservatoire, contribuant à la diffusion de la musique classique en Argentine et perpétuant, à sa manière, l’héritage musical familial.

### Fin de vie
Malgré ses efforts pour maintenir son indépendance et sa carrière, Olga connaît des difficultés financières toute sa vie. Elle n’a jamais bénéficié des droits d’auteur liés aux œuvres de son frère Erik, décédé en 1925. Olga meurt dans la pauvreté le 1er juin 1948 à Buenos Aires.